# 複音音樂
複音音樂（複調音樂/和弦/多和弦），一種「多聲部音樂」。作品中含有兩條以上（含）獨立旋律，通過技術性處理，和諧地結合在一起，這樣的音樂就叫做複音音樂。
複音音樂第一個「音」字表示旋律，中國音樂界習慣將「複音音樂」稱為「複調音樂」，主要是著眼於曲調一詞，但「複調音樂」容易與二十世紀的「複調性音樂」一詞混淆。

## 歷史
複音音樂擁有漫長的歷史，在中世紀的教會聖詠中，就有了最早的複音音樂，僧侶們在唱頌歌的時候各自在不同的聲部上吟唱不同的旋律。其後尼德蘭的荷蘭樂派進一步發展出複音的理論和寫作技術。當時流行多聲部音樂，作曲家杜飛（Guillaume Dufay，1400－1474）特別著力於「四部和聲」的寫作技巧，為後來的對位法理論開闢出完善的道路。
複音音樂發展的黃金時期是巴洛克時期，巴赫被认为是该时期作曲家的主要代表，因為他的對位音樂已達複音音樂的頂峰。
隨著主音音樂在17-18世紀的發展，純粹的複音音樂漸漸地被大眾遺忘，但是複音概念和創作手法仍一代代地繼承了下來。複音理論也仍然是音樂創作中重要的學科之一。

### 早期的复调音乐

#### 奥尔加农
复调音乐最早出现在一位佚名作者为歌手所写的《音乐手册》中，这种原始形式的复调音乐被称作奥尔加农。原来的素歌旋律作为主旋律，奥尔加农声部作为第二声部，一般和主旋律相距4或5度。每个旋律线条都与另一个旋律线条平行进行。后来，在原有的素歌主旋律的下方或第二声部的上方，加入一个8度音，作为另外一个声部。

## 形式
複音音樂主要的三種形式：
- 對位曲，即按照嚴格的對位法來寫作的一種音樂形式。
- 卡農以模仿的手法來處理不同的聲部旋律，形成一種連綿不斷的感覺。著名的作品有德國作曲家，管風琴大師帕赫貝爾（Johann Pachelbel，1653-1706）膾炙人口的絃樂四重奏《D大調卡農》。
- 賦格，一種用多聲部相互應答陪襯的方式所寫成的複音音樂。當時流傳下來的作品中，最著名的作品集是巴赫的《賦格的藝術》，這套作品可以稱為賦格曲的聖經。